# River Tawe
River Tawe är ett vattendrag i Storbritannien.   Det ligger i kommunen Swansea och riksdelen Wales, i den södra delen av landet, 260 km väster om huvudstaden London.